# انولا هولمز ۲
اِنولا هولمز ۲ (به انگلیسی: Enola Holmes 2) فیلمی معمایی به کارگردانی هری بردبیر است که بر پایهٔ مجموعه داستانی به همین نام از نانسی اسپرینگر ساخته شده‌است. این فیلم دنباله‌ای بر انولا هولمز (۲۰۲۰) با بازی میلی بابی براون در نقش اصلی است و هنری کویل، هلنا بونهام کارتر و لوئیس پارتریج نقش‌های خود را به عنوان شرلوک، یودوریا و توکسبری از فیلم قبلی تکرار می‌کنند؛ علاوه بر آن عدیل اختر، سوزان ووکوما، شارون دانکن-بروستر و دیوید تیولیس در نقش‌های مکمل ظاهر می‌شوند.
اِنولا هولمز ۲ در ۴ نوامبر ۲۰۲۲ توسط نتفلیکس منتشر شد، و نقدهای مطلوبی را از سوی منتقدان دریافت کرد.

## طرح داستان
جدیدترین ماجراجوییِ اِنولا پس از آن آغاز می‌شود که دختر جوانی که در یک کارخانهٔ کبریت‌سازی کار می‌کند، او را برای یافتن خواهر گم‌شده‌اش استخدام می‌کند. طولی نمی‌کشد که اِنولا خود را در یک تعقیب‌وگریز پرمخاطره در سراسر لندن می‌یابد، و از زیر شکم صنعتیِ این شهر به جشن‌های پر زرق‌وبرق محافل سطح بالا سفر می‌کند.

## بازیگران
- میلی بابی براون در نقش انولا هولمز
- لوئیس پارتریج در نقش توکسبری
- عدیل اختر در نقش لسترید
- سوزی ووکوما در نقش ادیت
- شارون دانکن-بروستر
- دیوید تیولیس
- هنری کویل در نقش شرلوک هولمز
- هلنا بونهام کارتر در نقش یودوریا هولمز
- گابریل تیرنی
- هانا داد
- ابی هرن
- سرانا سو-لینگ بلیس
- لی بوردمن

## تولید
میلی بابی براون تهیه‌کننده و ستارهٔ فیلم و کارگردان هری بردبیر در سپتامبر ۲۰۲۰ قصد خود را برای ساخت دنباله‌ای برای انولا هولمز تأیید کردند. براون گفت تا زمانی که سر صحنه فیلمبرداری بود تنها به ساختن نخستین فیلم فکر می‌کرد، سپس عاشق بازی در این شخصیت شد و گفت که انجام دوبارهٔ آن یک رؤیا خواهد بود.
در آوریل ۲۰۲۱، ساخت دنباله‌ای تأیید شد که براون و کویل دوباره نقش‌های خود را تکرار می‌کنند. در ماه مه ۲۰۲۱ این پروژه به‌طور رسمی توسط نتفلیکس تأیید شد.
تولید و فیلمبرداری در پاییز ۲۰۲۱ آغاز شد. صحنه‌ها در اکتبر ۲۰۲۱ در کینگستون آپون هال فیلمبرداری شدند.

## بازخورد
در وبگاه جمع‌آوری نقد راتن تومیتوز، ٪۹۳ از ۷۱ بررسی منتقدان مثبت است، و میانگینِ امتیاز آن ۷/۱۰ است. اجماع این وبگاه چنین می‌نویسد: «انولا هولمز ۲ با تکیه بر نسخهٔ قبلی خود و با استعدادی بسیار سرگرم‌کننده، رمز و راز چگونگیِ ساخت یک دنبالهٔ رضایت‌بخش را حل می‌کند—و باعث می‌شود که به‌طور مثبتی ابتدایی به نظر برسد.» این فیلم در متاکریتیک که از میانگین وزنی استفاده می‌کند، بر اساس نظر ۱۹ منتقدین امتیاز ۶۲ از ۱۰۰ را کسب کرده که نشان‌گر «نقدهای عموماً مطلوب» است.